# Partido de la Sierra en Tobalina
Partido de la Sierra en Tobalina är en kommun i Spanien.   Den ligger i provinsen Provincia de Burgos och regionen Kastilien och Leon, i den norra delen av landet, 260 km norr om huvudstaden Madrid. Arean är 30 kvadratkilometer.
Terrängen i Partido de la Sierra en Tobalina är huvudsakligen kuperad, men åt nordväst är den platt.